# Torrella immersa
Torrella immersa là một loài ốc cạn, là động vật chân bụng sống trên cạn động vật thân mềm thuộc họ Pomatiidae. Loài này sống chủ yếu ở Cuba. for example at Pan de Matanzas.

## Sinh thái học

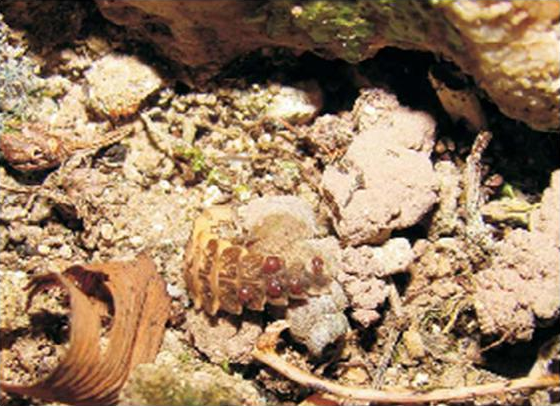
Ấu trùng của Alecton discoidalis feeding on Torrella immersa in nature.

## Hình ảnh

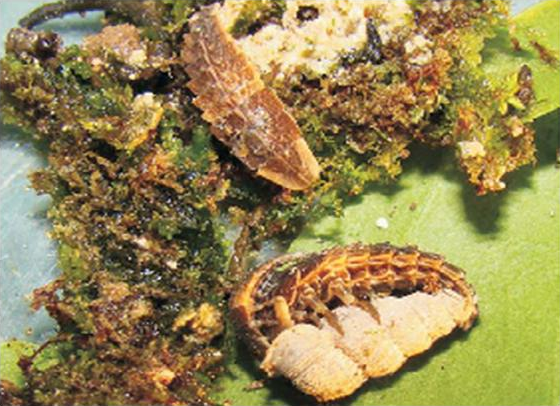
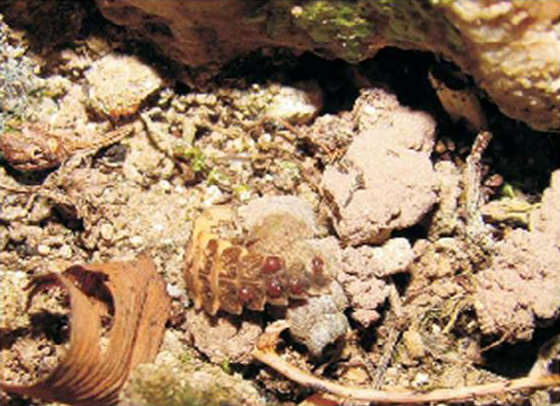